# Pleurophricus
Pleurophricus is een geslacht van kreeftachtigen uit de klasse van de Malacostraca (hogere kreeftachtigen).

## Soorten
- Pleurophricus cristatipes A. Milne-Edwards, 1873
- Pleurophricus longirostris (Moosa & Serène, 1981)
- Pleurophricus stellatus Takeda & Tachikawa, 2015